# Lerwick
Lerwick (in scots Lerook, in gaelico scozzese Liùrabhaig) è la località più popolosa (circa 7 500 abitanti) e il centro amministrativo delle Isole Shetland (Scozia). Sorge sull'isola di Mainland, a circa 160 chilometri dalla costa settentrionale della Gran Bretagna.

## Etimologia
Il nome della cittadina ha origini norvegesi poiché le Shetland, conquistate dai Vichinghi nel IX secolo, appartennero alla Norvegia fino al 1472, quando passarono alla Scozia. In norreno, lingua che sulle Shetland si estinse soltanto a metà del XIX secolo, il toponimo era Ler Wick, ovvero "Baia di fango" (cfr. la cittadina norvegese di Leirvik, il cui nome ha identico significato).

## Storia
Fu fondata, sulla costa orientale dell'isola di Mainland, nel XVII secolo come porto per la pesca delle aringhe e di pesce bianco, e ancora oggi svolge le funzioni portuali per la pesca e per il traffico dei traghetti. La cittadina è anche sede di servizi connessi alle vicine piattaforme petrolifere del Mare del Nord e dell'Oceano Atlantico settentrionale.

## Infrastrutture e trasporti
Da Lerwick passano tutti i collegamenti marittimi tra la Shetland e le regioni limitrofe. Linee di traghetti la collegano con Kirkwall (isole Orcadi), Aberdeen (Scozia), l'Isola di Fair (tra le Shetland e le Orcadi), Bergen (Norvegia), Seyðisfjörður (Islanda) e Tórshavn (Fær Øer).

## Amministrazione

### Gemellaggi
Lerwick è gemellata con:
- Måløy